# Cazzette
Cazzette — шведский дуэт, основанный в 2011 году музыкантами Alexander Björklund и Sebastian Furrer. Дуэт знаменит своими синглами «Beam Me Up» из дебютного альбома Eject (2012), и «Sleepless» (2014), которые были на вершине чартов Швеции. Также они известны стилем своих живых выступлений, во время которых они надевают на свои головы объемные фигуры кассет.

## Дискография

### Альбомы
- 2012: Eject
- 2015: TBA

### Синглы
| Год  | Название                       | Максимальная позиция в чартах | Максимальная позиция в чартах | Максимальная позиция в чартах | Лейбл |  |
| Год  | Название                       | SWE                           | DEN                           | NED                           | Лейбл |  |
| ---- | ------------------------------ | ----------------------------- | ----------------------------- | ----------------------------- | ----- |  |
| 2014 | «Sleepless» (feat. The High)   | 24                            | 39                            | 33                            | PRMD  |  |
| 2014 | «Blind Heart» (feat. Terri B!) | 60                            | -                             | -                             | PRMD  |  |